# Айзенрайк, Джим
Джеймс Майкл Айзенрайк (англ. James Michael Eisenreich, 18 апреля 1959, Сент-Клауд, Миннесота) — американский бейсболист, аутфилдер. С трёхлетним перерывом выступал в МЛБ с 1982 по 1998 год. В составе «Флориды Марлинс» стал победителем Мировой серии 1997 года. Лауреат Награды Тони Конильяро 1990 года. 

## Биография

### Ранние годы
Джим родился 18 апреля 1959 года в Сент-Клауде в Миннесоте. Он был одним из пяти детей в семье Клиффа и Энн Айзенрайк. В возрасте семи лет он начал играть в бейсбол в городском парке. В тот же период у Джима проявились симптомы заболевания — тик мышц лица, непроизвольный кашель. Это вызывало насмешки со стороны одноклассников и подозрения в обмане от учителей. Несмотря на это, он был хорошим игроком и в команду его выбирали одним из первых.
Он продолжил играть во время учёбы в старшей школе Сент-Клауд Тек, а после её окончания, по примеру отца, Джим поступил в Университет штата Миннесота в Сент-Клауде. На втором курсе Айзенрайк стал игроком основного состава и лучшим отбивающим студенческой команды. Два года подряд его включали в символическую сборную конференции. При этом скауты Главной лиги бейсбола почти не обращали на него внимания, считая главной звездой университета Боба Хегмана. Главный тренер команды Дэнни Лорсанг написал письмо в клуб «Миннесота Твинс», предложив им рассмотреть кандидатуру Джима.

### Главная лига бейсбола
«Твинс» выбрали Айзенрайка в шестнадцатом раунде драфта МЛБ 1980 года. Профессиональную карьеру он начал в составе «Элизабеттон Твинс», игравших в Аппалачской лиге. По итогам чемпионата его команда заняла четвёртое место, а сам Джим стал одним из двух обладателей награды Игроку года. В конце сезона он также провёл пять игр в составе «Висконсин Рэпидс». В этой же команде Айзенрайк провёл чемпионат следующего года. Следующей весной его пригласили на весенние сборы команды.

#### Заболевание
Весной 1982 года он смог пробиться в основной состав команды, став одним из десяти игроков-дебютантов в составе «Миннесоты». В начале сезона Джим отбивал с показателем 32,4 %. В конце апреля снова дали знать о себе проблемы, возникшие ещё в детстве. Сначала журналисты и сам игрок списывали всё на волнение новичка, но затем Айзенрайк пропустил пять игр. Затем он вернулся в состав и играл на хорошем уровне до 4 мая, когда в игре на «Фенуэй Парк» болельщики «Бостон Ред Сокс» начали насмехаться над его нервным тиком. К третьему иннингу Джиму стало хуже, тик усилился и он начал испытывать проблемы с дыханием, вынудившие его покинуть поле.
Во время следующей серии матчей в Милуоки он вообще не смог играть. В одном из эпизодов Джим прибежал с поля в дагаут, сорвал с себя форму и сказал, что не может дышать. 9 мая клуб внёс его в список травмированных. Айзенрайк был госпитализирован в больницу святой Марии в Миннеаполисе.
В конце мая он предпринял неудачную попытку вернуться на поле и в июне Твинс объявили, что сезон для Джима завершён. Сам Айзенрайк консультировался со многими врачами и каждый ставил ему новый диагноз. Сначала его лечили от агорафобии и назначили препараты для борьбы с гипервентиляцией. Он также пробовал гипноз и другие средства, чтобы уменьшить судороги. В офисе «Твинс» говорили, что Джим мог бы вернуться в игру в сентябре, но из-за применения медикаментов не смог выступать на прежнем уровне.
Он хорошо провёл предсезонную подготовку весной 1983 года, но уже после второй игры сезона Джим сказал главному тренеру Билли Гарднеру и президенту клуба Говарду Фоксу, что он устал от бейсбола и хочет завершить карьеру. В офисе Твинс пытались убедить его не заканчивать карьеру, но Айзенрайк уехал домой, в Сент-Клауд. Там он провёл всё лето, играя по вечерам в софтбол. Ситуация повторилась в 1984 году. Джим провёл в составе «Миннесоты» двенадцать игр и снова заявил о завершении карьеры. В клубе по-прежнему верили в его талант и снова попытались уговорить Айзенрайка остаться. В июне «Твинс» отправили его в фарм-клуб для получения игровой практики, но Джим отказался. После этого клуб всё же расторг с ним контракт, взяв на себя обязательство выплатить ему заработную плату за оставшуюся часть сезона если он не будет играть за другие команды. В составе «Миннесоты» его заменил Кирби Пакетт.

#### Возвращение
Следующие три года Джим провёл в Сент-Клауде, где подрабатывал художником и продавцом в магазине товаров для стрельбы из лука. Он также играл за полупрофессиональную команду «Сент-Клауд Сейнтс». В октябре 1986 года его разыскал однокашник Боб Хегман, к тому моменту занимавший должность в скаутском отделе клуба «Канзас-Сити Роялс». Он порекомендовал Айзенрайка генеральному менеджеру и весной 1987 года Джим приехал на предсезонные сборы. За права на него «Роялс» заплатили «Миннесоте» один доллар.
В феврале на пост главного тренера «Роялс» был назначен Билли Гарднер, хорошо знавший Джима по работе в «Твинс» и переживавший за него. Писавшие о возвращении Айзенрайка СМИ впервые упомянули синдром Туретта. Его врач скептически относился к этому диагнозу, но самому Джиму лучшее понимание своих проблем добавило уверенности.
Сезон он начал в составе «Мемфис Чикс» в AA-лиге. Проведя за клуб семьдесят игр с хорошей результативностью в атаке, Айзенрайк вернулся в МЛБ 22 июня 1987 года. «Канзас-Сити» вели борьбу за победу в своём дивизионе с «Миннесотой», но остались вторыми. Именно в игре с «Твинс» Джим отбил первый хоум-ран после своего возвращения в лигу. В интервью Sporting News он сказал, что не считает, что добился чего-то особенного и важным будет провести следующий сезон на высоком уровне.
Чемпионат 1988 года для Джима сложился неудачно, по его ходу он был переведён в AAA-лигу в «Омаху Роялс». В следующем году, напротив, он смог провести первый для себя полный сезон. По его итогам Айзенрайк был признан Игроком года в составе «Канзас-Сити», победив в опросе городских журналистов. Джим выступал за клуб до конца сезона 1992 года, но его игровое время стало сокращаться с приходом на пост тренера Хэла Макрэя, видевшего Айзенрайка только в качестве четвёртого аутфилдера команды.
В 1990 году Джим стал первым обладателем Награды Тони Конильяро, вручаемой игрокам, преодолевшим сложные жизненные обстоятельства.

#### Филадельфия Филлис
В январе 1993 года в качестве свободного агента он подписал контракт с «Филадельфией». Тренеры клуба рассматривали его как запасного игрока, но он быстро закрепился в составе, играя в паре с Уэсом Чемберленом. Сезон стал для Джима одним из лучших в карьере и вместе с «Филлис» он дошёл до Мировой серии. Финал сезона завершился победой «Торонто Блю Джейс» со счётом 4:2. Одну из побед в серии клубу принёс хоум-ран Айзенрайка. После окончания сезона он продлил контракт с «Филлис» и в итоге выступал за них до конца чемпионата 1996 года.

#### Флорида Марлинс
В декабре 1996 года Айзенрайх в возрасте тридцати семи лет подписал контракт с «Флоридой Марлинс». В межсезонье команда усилилась рядом опытных игроков, таких как Бобби Бонилья и Мойзес Алу. В чемпионате 1997 года Марлинс выступили успешно, выиграв уайлд-кард в Национальной лиге, а затем дойдя до Мировой серии. В семи матчах «Флорида» одержала победу над «Кливленд Индианс», выиграв чемпионский титул на пятый год существования клуба.
В мае 1998 года Джима обменяли в «Доджерс». Он доиграл год в Лос-Анджелесе и завершил свою карьеру.

### Вне бейсбола
В 1996 году Джим вместе с супругой Линн основал Фонд Джима Айзенрайка, занимающийся работой с детьми с синдромом Туретта. После завершения карьеры он проживает с семьёй в Канзас-Сити, путешествует по стране, выступая перед детьми и их семьями. Его фонд также вручает специальную награду для игроков МЛБ, оказывающих значительное влияние на жизнь детей.